# Physical Review D
Physical Review D (abrégé en Phys. Rev. D) est une revue scientifique à comité de lecture qui publie des articles dans les domaines de l'astronomie et la physique des particules.
D'après le Journal Citation Reports, le facteur d'impact de ce journal était de 4,922 en 2009 et de 4,394 en 2018. Actuellement, les directeurs de publication sont Erick J. Weinberg et D. L. Nordstrom.

## Histoire
Au cours de son histoire, le journal a changé de nom :
- Physical Review, 1893-1969  (ISSN 0031-899X)
- Physical Review D: Particles, Fields, Gravitation, and Cosmology, 1970-en cours  (ISSN 1550-7998)